# اتو زاندر
اتو زاندر (انگلیسی: Otto Sander؛ زاده ۳۰ ژوئن ۱۹۴۱ درگذشته ۱۲ سپتامبر ۲۰۱۳) یک هنرپیشه اهل آلمان بود. وی بین سال‌های ۱۹۶۴ تا ۲۰۱۳ میلادی فعالیت می‌کرد.
از فیلم‌ها یا برنامه‌های تلویزیونی که وی در آن نقش داشته است می‌توان به زیر آسمان برلین اشاره کرد.